# Lon L. Fuller
Lon Luvois Fuller (født 15. juni 1902, død 8. april 1978) var en betydningsfuld amerikansk jurist og filosof, som i 1964 skrev The Morality of Law, hvori forholdet imellem ret og moral blev behandlet. Fuller var igennem mange år professor ved Harvard University og er i USA i særdeleshed bemærket for sine bidrag til aftaleretten. Hans debat med H.L.A. Hart i Harvard Law Review (vol. 17) er et betydeligt bidrag i den moderne debat imellem retspositivisme og naturret, og Fuller selv er blevet kaldt det 20. århundredes mest betydningsfulde naturretsteoretiker.

## Fullers procedurale naturret
I sit værk The Morality of Law fra 1964 forfægter Lon L. Fuller det synspunkt, at ethvert retssystem skal besidde en vis intern moral for at være retfærdigt. Hermed mener Lon L. Fuller ikke, at der skal være en konkret identitet imellem hver enkelt lov og et gængs moralsk princip, men derimod at retssystemet, som en helhed, skal være moralsk integreret. Er retssystemet ikke integreret med den gængse moral i samfundet, er retssystemet umoralsk og ikke-retligt – med den konsekvens, at det ikke kan kræve eller forvente troskab fra borgerne.
Lon L. Fullers retsfilosofi er proceduralt naturretligt i den forstand, at der ikke stilles krav om, at specifikke, grundlæggende normative krav skal være opfyldt, førend systemet kan karakteriseres som ”retligt”. Ifølge Fuller ville det nemlig være umuligt at stille krav til lovgivningens konkrete indhold, fordi man netop ikke kan udlede konkret indhold af hverken moral eller naturretten.
Således foretager Lon L. Fuller en sondring imellem retssystemets ”indre moral” og ”ydre moral”: Retssystemets indre moral er de principper, som skal være opfyldt, før der kan være tale om et retssystem. Retssystemets ydre moral er de principper, der findes i den konkrete lovgivning og som kun interesserer Lon L. Fuller indirekte.
I denne forbindelse vender Fuller konstant tilbage til to former for moral:
1. Pligtmoralen (morality of duty), som fastsætter mindstemålene for menneskelig opførsel i et hvilket som helst samfund; de regler, som, hvis de ikke blev opfyldt, ville gøre det menneskelige samfund til en umulighed. F.eks. princippet om, at man ikke må slå et andet menneske ihjel.
2. Aspirationsmoralen (morality of aspiration), som har at gøre med menneskets bestræbelser på at gøre bedst brug af sit korte liv. Det er således ekspertisens moral; bestræbelsen på at realisere sine evner til det fuldeste.

Regler, lovgivning m.v. kan kun henholde sig til pligtmoralen og fastsætte mindstemålene for menneskelig adfærd. Lovgivningen må aldrig være udformet på baggrund af aspirationsmoralen, da ingen person til stadighed kan handler på fuldkommen vis.

### Otte veje til fiasko for ethvert retssystem
I samme bog fortæller Lon L. Fuller om en fantasikonge ved navn Rex, som uden større held forsøger at herske over sit land. Grunden til at Rex ikke kan herske som han ønsker er, at han har slået sig ind på en af otte veje til fiasko, som Fuller har opstillet. Disse otte veje er:
1. Beslutninger træffes på arbitrært og på ad-hoc-basis. Der er ingen faste regler, kutymer eller lovgivning.
2. Love og regler offentliggøres ikke
3. Uklar eller obskur lovgivning, der ikke er til at forstå
4. Lovgivning med tilbagevirkende kraft
5. Lovgivningen indeholder modsætninger og selvmodsigelser
6. Lovgivningen kræver det umulige af borgere og virksomheder
7. Lovgivningen er ikke kontinuerlig, men ændres hyppigt
8. De vedtagende regler håndhæves ikke, eller omvendt

Disse otte problemer præsenteres i form af en underholdende historie om en fantasikonge ved navn Rex, der uden held forsøger at herske over sit land. Årsagen til at han ikke kan herske som han ønsker er, at han har slået sig ind på en eller flere af de otte veje til fiasko.
Årsagen til at man har lovgivning er ifølge Lon L. Fuller, et ønske om at underkaste visse menneskelige handlinger et system af regler. Samtlige otte punkter på listen modsvares af otte principper, som netop bør respekteres i ethvert retssystem.
Har et retssystem slået sig ind på en eller flere af de ovenfor nævnte otte veje, vil det ikke blive opfattet som legitimt. Hvis retssystemet derimod har regler, praksis, lovgivning m.v., som reelt modvirke og forhindrer, at det kommer ind på en af de otte veje til fiasko, vil systemet blive opfattet som både legitimt og retfærdigt. Fuller anerkender dog, at ethvert retssystem fra tid til anden kan være nødsaget til at gå på kompromis med sine principper.
Formålet med historien om Rex er at vise, hvordan et retssystem kommer til at miste sin legitimitet.